# Lords of the Realm
Lords of the Realm — пошаговая стратегическая компьютерная игра с элементами стратегии в реальном времени, разработанная и изданная британской компанией Impressions Games.

## Сюжет
Действие игры происходит в средневековой Великобритании и начинается в 1268 году. В результате смерти короля, не оставившего после себя наследника, пять лордов начинают битву за английский престол.
В игре также присутствует дополнительная карта и сценарий средневековой Германии.

## Игровой процесс

Игровой процесс. Глобальная карта.

Игра ведется в походовом режиме. Каждый ход представляет одно время года (по 4 хода в год). Игроку доступна глобальная карта, с которой можно переходить к экранам местности провинций. В ходе игры необходимо управлять сельским хозяйством для снабжения провинций. Сельскохозяйственная деятельность зависит от смены времен года, а также от случайных событий, таких как засухи и наводнения.
Сражения в игре проходят в реальном времени, где игрок может управлять как целыми отрядами, так и отдельными боевыми единицами. Различные типы местности могут быть использованы для тактических манёвров. Войска формируются из населения провинций. Важным параметром, влияющим на исход битв, является мораль солдат.
Часть игрового процесса составляет строительство замков, которые лорды могут возводить для обороны своих провинций. На экране строительства замка игрок может возводить различные сооружения, такие как стены, башни и рвы.
В игре присутствует развитая система дипломатических отношений.

## Продолжения
В серии Lords of the Realm вышло ещё две игры — Lords of the Realm II (с дополнением) и Lords of the Realm III, а также спин-офф Lords of Magic.

## Отзывы
Джонни Уилсон из Computer Gaming World поставил игре 4.5 баллов из 5, похвалив графику и баланс между управлением экономикой, дипломатией и военной стратегией, а также наличие разных многопользовательских режимов. Из негативных аспектов Уилсон назвал только недостаток исторических сценариев с реальными историческими личностями и событиями.
Критик журнала PC Gamer Брайен Уокер был более сдержан в своей рецензии, поставив игре 64%. Он раскритиковал графику, назвал игру слишком долгой и заявил, что она привнесла в жанр мало нового.  Игровой процесс Уокер сравнил с японскими пошаговыми стратегиями Romance of the Three Kingdoms и Nobunaga's Ambition. При этом он отметил, что игра может понравиться тем, кто предпочитает битвам управление ресурсами.
Майкл Хауз с сайта Allgame поставил игре 4.5 звезд из 5 возможных. Он похвалил авторов игры за инновационность и заявил, что игра превосходит достижения большинства других игр в жанре.